# Igeler Hof
Igeler Hof ist ein Ortsteil im Stadtteil Herrenstrunden von Bergisch Gladbach. 

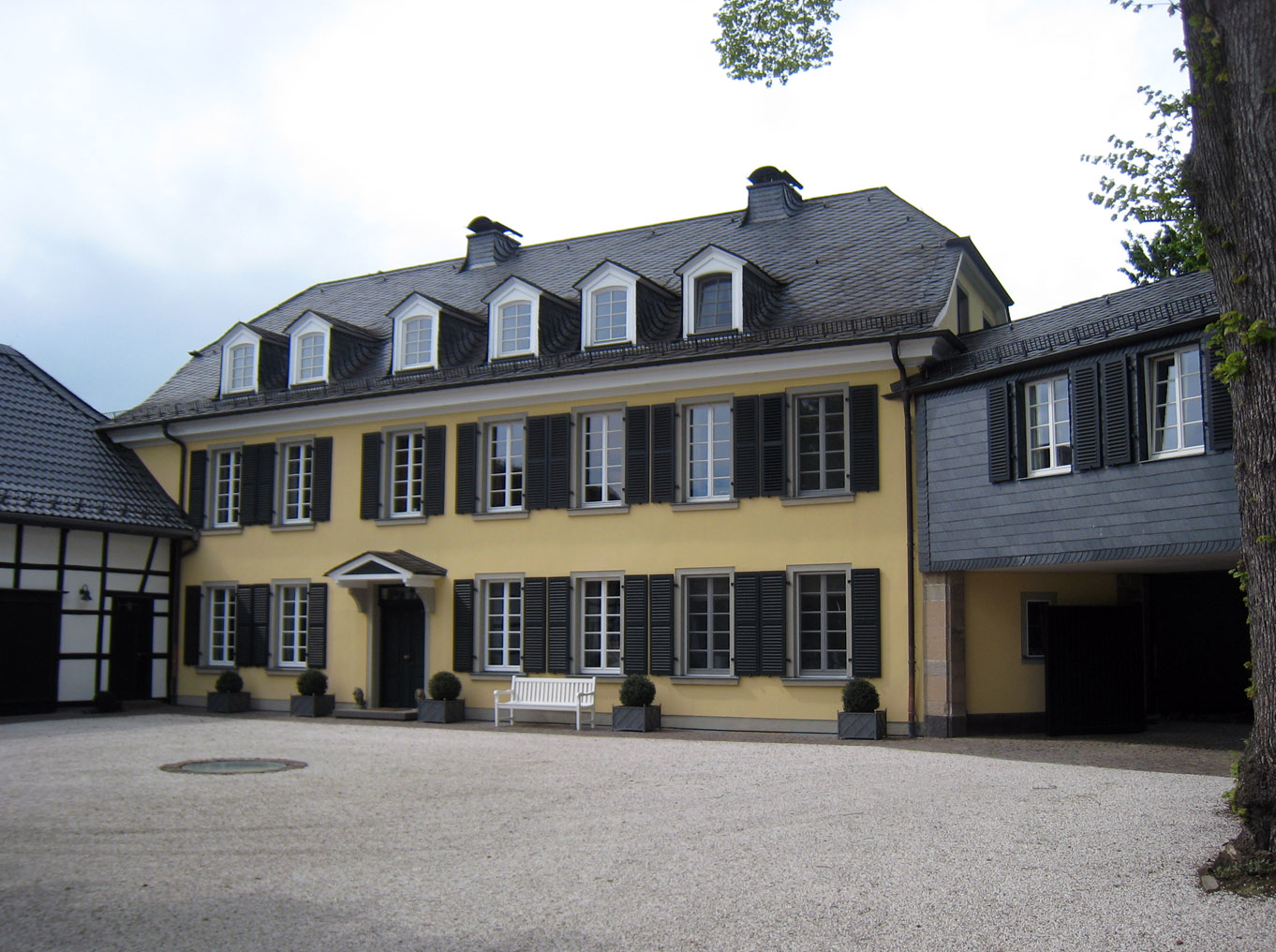
Igeler Hof 2018

## Geschichte
Die Hofsiedlung Igeler Hof ist aus einer mittelalterlichen Siedlungsgründung hervorgegangen, die erstmals 1365 in der Form Egele urkundlich erwähnt wird. Sie wurde zu dieser Zeit an den Bruder Peter von Aachen verpachtet. Von 1366 bis 1806 gehörte der Hof der Johanniterkommende Herrenstrunden, die ihn zur Pacht vergab. Bei einer Vermessung im Jahr 1669 betrug der Grundbesitz 116 Morgen Grundbesitz. Im Zusammenhang mit der Säkularisation wurde das Anwesen am 13. Juli 1807 mit einem Landbesitz von 170,86 Morgen zum Verkauf angeboten. 1905 gab es auf dem Igeler Hof zwei Wohngebäude und neun Bewohner. 
Der Igeler Hof wurde 1888 von der Familie Zanders (Maria Zanders) gekauft. Hier verfasste Max Bruch mehrere seiner musikalischen Werke. Der Name Igeler Hof bezieht sich auf das mundartliche „Ijel“ (= Erle) und bedeutet Hof in den Erlen. Die Erle war die charakteristische Baumart im ehemals sumpfigen Strundetal.
Die Topographia Ducatus Montani des Erich Philipp Ploennies, Blatt Amt Porz, belegt, dass der Wohnplatz 1715 als gemeiner Hof kategorisiert wurde und mit Iggel bezeichnet wurde. Carl Friedrich von Wiebeking benennt die Hofschaft auf seiner Charte des Herzogthums Berg 1789 als Igel. Aus ihr geht hervor, dass Igelerhof zu dieser Zeit Teil der Honschaft Sand im gleichnamigen Kirchspiel war.
Unter der französischen Verwaltung zwischen 1806 und 1813 wurde das Amt Porz aufgelöst und Igeler Hof wurde politisch der Mairie Gladbach im Kanton Bensberg zugeordnet. 1816 wandelten die Preußen die Mairie zur Bürgermeisterei Gladbach im Kreis Mülheim am Rhein. Mit der Rheinischen Städteordnung wurde Gladbach 1856 Stadt, die dann 1863 den Zusatz Bergisch bekam.
Der Ort ist auf der Topographischen Aufnahme der Rheinlande von 1824 und auf der Preußischen Uraufnahme von 1840 als Iggel verzeichnet. Ab der Preußischen Neuaufnahme von 1892 ist er auf Messtischblättern regelmäßig als Igelerhof verzeichnet.
| Jahr | Einwohner | Wohn- gebäude | Kategorie  | Politische / kirchliche Zugehörigkeit                        |
| ---- | --------- | ------------- | ---------- | ------------------------------------------------------------ |
| 1822 | 9         |               | Landgut    | Bürgermeisterei Gladbach, Kirchspiel Sand Iggel gen.         |
| 1830 | 16        |               | Landgut    | Bürgermeisterei Gladbach, Pfarrgemeinde Sand Iggel gen.      |
| 1845 | 14        | 1             | Landgut    | Bürgermeisterei Gladbach, Pfarre Sand Iggelerhof gen.        |
| 1871 | 11        | 1             | Einzelhaus | Bürgermeisterei Gladbach Iglerhof gen.                       |
| 1885 | 14        | 1             | Wohnplatz  | Bürgermeisterei Gladbach, Kirchspiel Sand Igelerhof gen.     |
| 1895 | 8         | 1             | Wohnplatz  | Bürgermeisterei Gladbach, Kirchspiel Sand Igelerhof gen.     |
| 1905 | 9         | 2             | Wohnplatz  | Bürgermeisterei Sand, katholische Pfarre Sand Igelerhof gen. |